# ヨウ化アンモニウム
ヨウ化アンモニウム（Ammonium iodide）は、NH4Iの無機化合物である。カラー写真の製造や薬物治療に使われる。ヨウ化水素酸とアンモニアの反応で作ることができる。水に溶けやすく、結晶構造は立方体である。また、エタノールにも溶ける。ヨウ素の遊離による分解で、空気中の湿気で徐々に黄色くなる。